# Heinkel HeS 011
O Heinkel HeS 011 ou Heinkel-Hirth 109-011 (HeS - Heinkel Strahltriebwerke) foi um motor a jato desenvolvido na Alemanha durante a Segunda Guerra Mundial pela Heinkel-Hirth. Apresentava um sistema de compressão único, que começava com um rotor de baixa compressão na entrada, que era seguido por uma fase na diagonal (semelhante a um compressor centrífugo) e, em seguida, um compressor de três estágios. Muitos projectos aeronáuticos alemães no final da guerra estariam destinados a serem alimentados por um HeS 011. Porém, o motor ainda não estava pronto para entrar em produção na altura em que a guerra acabou. Apenas 19 unidades foram produzidas.